# Hettiter
Hettiter var ett forntida indoeuropeiskt folk i centrala Mindre Asien. Hettiterna kan ha invandrat så tidigt som på 2000-talet f.Kr., och övertog befintliga städer från urbefolkningen, hattierna. Hettiterna bildade så småningom en av bronsålderns mäktigaste riken med Hattusa som huvudstad . År 1340 f.Kr. hade hettiterna blivit en dominerande makt i Mellanöstern.
Hettiterna och de hettitiska kungarna omnämns visserligen i Gamla testamentet, men deras betydelse i historien var länge nästan helt okänd. Under utgrävningarna i den turkiska byn Boğazköy 1906 avslöjades huvudstaden Hattusa och dess rika arkiv. Där fanns texter på akkadiska som kunde läsas direkt, medan de hettitiska texterna kunde läsas efter det att de dechiffrerats 1915 av Bedrich Hrozný.

## Återupptäckten av hettiterna och Hattusa
Hettiterna och de hettitiska kungarna omnämns Gamla testamentet, men det framgår inte av bibeltextena att hettiterna hade ett mäktigt rike med en huvudstad i Mindre Asien. I egyptiska källor användes istället termen Hatti, vilket också var det namn som hettiterna använde.
Det hettitiska arkivmaterialet är mycket rikhaltigt och varierande, med korrespondens, fördrag, krönikor m.m. Arkiven innehåller även namn på städer och provinser i Mindre Asien. Många antika stadsnamn tycks ha hettitiska rötter.

## Historia

### Det äldsta riket
Pithana och hans son Anitta, hettitiska kungar av Kassura erövrade Nesa (Kanesh) och andra assyrika handelskolonier samt förstörde staden Hattusa (moderna Boğazköy) ca 1800–1750 f.Kr. På 1600-talet f.Kr. återuppbyggdes staden under kung Hattusili I (ca 1650–1620 f.Kr.) och blev då hettiternas huvudstad. Hattiusili I underkuvade också norra Syrien (inklusive Aleppo) utöver stora delar av Mindre Asien. Hattusili I utsåg sin sonson Mursili till sin efterträdare enligt ett bevarat testamente. Under Mursili I (ca 1620–1590 f.Kr.) nådde det äldsta riket sin höjdpunkt när han med hjälp av hästdragna stridsvagnar gjorde en räd längs Eufrat mot Babylon (som då upplevde en stagnation) omkring 1600 f.Kr. och denna händelse blev slutet för Babylons amoritiska kungadynasti. Mursili I mördades och efter hans död utbröt en dynastisk maktkamp och strider mot egypter och hurriter i Nordsyrien. Perioden efter Mursili I är inte känd i detalj. Kung Telipinu (ca 1525–1500 f.Kr.) lät utarbeta ett antal lagar som bland annat säkerställde succession. Han kunde därmed stabilisera hettitiska imperiet igen, men riket började stagnera.
Övriga kungar under det äldsta riket:
- Hantili I (ca 1590–1560 f.Kr.)
- Zidanta I (ca 1560–1550 f.Kr.)
- Ammuna (ca 1550–1530 f.Kr.)
- Huzziya I (ca 1530–1525 f.Kr.)

Mycket lite är känt från perioden efter 1500 f.Kr.

### Mellanriket (ca 1500–1430 f.Kr.)
Väldigt lite är känt om denna period, men ett antal kunganamn är kända: Tahurwaili, Alluwamna, Hantili II, Zidanta II, Huzziya II, Muwatalli I, men man vet praktiskt taget ingenting om kungarna själva.

### Stormaktsperioden (ca 1430–1200 f.Kr.)
En ny period inleddes med Tudhaliya I (ca 1430–1410 f.Kr.), och under honom och hans efterföljare expanderade hettiterna och fick kontroll över Kizzuwadna (Kilicien) i den västra delen av Hurrian Mitanni-riket och norra Syrien (med Aleppo). Andra kungar från denna period var Hattusili II (ca 1410–1400 f.Kr), Tudhaliya II (ca 1400–1390 f.Kr.), Arnuwanda I (ca 1390–1380 f.Kr.) och Tudhaliya III (ca 1380–1370 f.Kr.). Hurrianerna i Mitanni allierade sig med egyptierna och pressade mot gränserna för det hettitiska imperiet, som var nära att kollapsa.
Under kung Suppiluliuma (ca 1380–1346 f.Kr.) återfick hettiterriket sin betydelse. Det hurritiska Mitanniriket erövrades efter det att Tushratta, Mitannirikets kung, mördats. Arzawa i väster erövrades och i norr pågick en konflikt med kaskafolket. Även med Egypten fördes sedan länge krig om herraväldet i Syrien. I och med Mitannirikets fall kom hettiterna även  i konflikt med det assyriska riket. Egyptens farao Tutankhamuns änka Ankhesenamun ber i ett bevarat brev om en av kung Suppiluliumas söner som make. En av sönerna sändes till Egypten, men han hann mördas innan han kommer fram. Mursili II efterträdde Suppiluliuma som regerade i ca 35 år. Hans regering upptogs av strider på många fronter. Konflikten med Egypten nådde sin kulmen under efterträdaren Muwatalli II (ca 1295–1282 f.Kr.) med slaget vid Kadesh. Muwatalli II och farao Ramses II tillskrev sig båda segern, men efter slaget slöt de lokala furstarna fördrag med hettiterna. Mutiwalli II flyttade huvudstaden från Hattusa till Tarhuntassa. Hattusa förstördes och hettitdominerade områden i norr gick förlorade.
Muwatallis bror Hattusili (1275–1245 f.Kr.) återvann Hattusa och tog över tronen som Hattusili III.  Ca 1270 f.Kr. slöt han ett fredsfördrag med Egypten, som finns bevarat. Ramses II fick Hattusilis dotter som gemål. Hattusili III:s efterträdare Tudhaliya IV  fick ta hand om oroligheter med assyrierna och även i väster blossade oroligheter upp.
Tudhaliya IV fullföljde återuppgygnaden av Hattusa som påbörjats av fadern, fullbordade anläggandet av klipphelgedomen Yazılıkaya samt erövrade Cypern.
Övriga kungar:
- Arnuwanda III (ca 1215–1210 f.Kr.)
- Suppiluliuma II (ca 1210 f.Kr.)

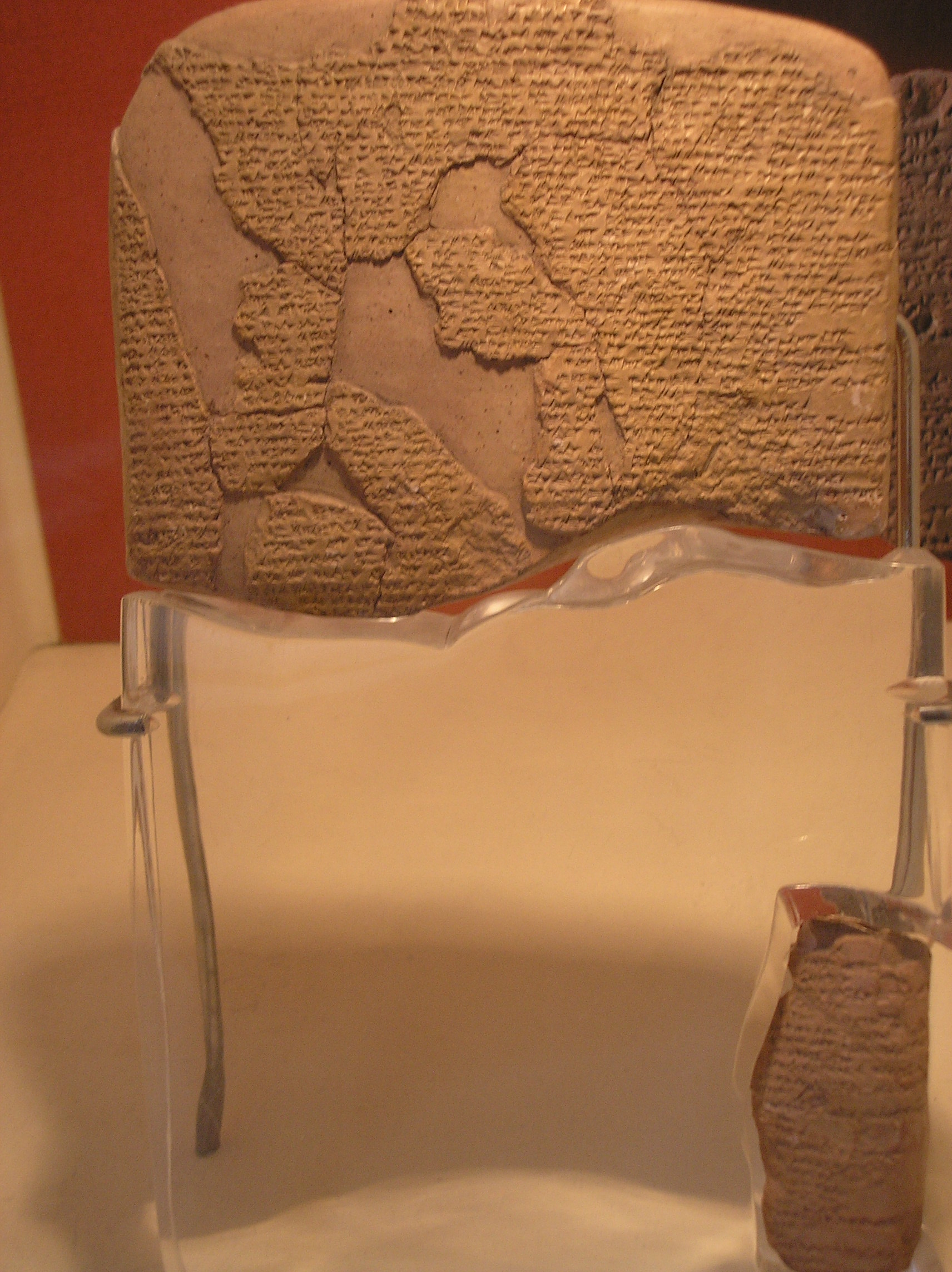
Fredsfördrag mellan Hattushili III och Ramses II, fyndort Hattusha.
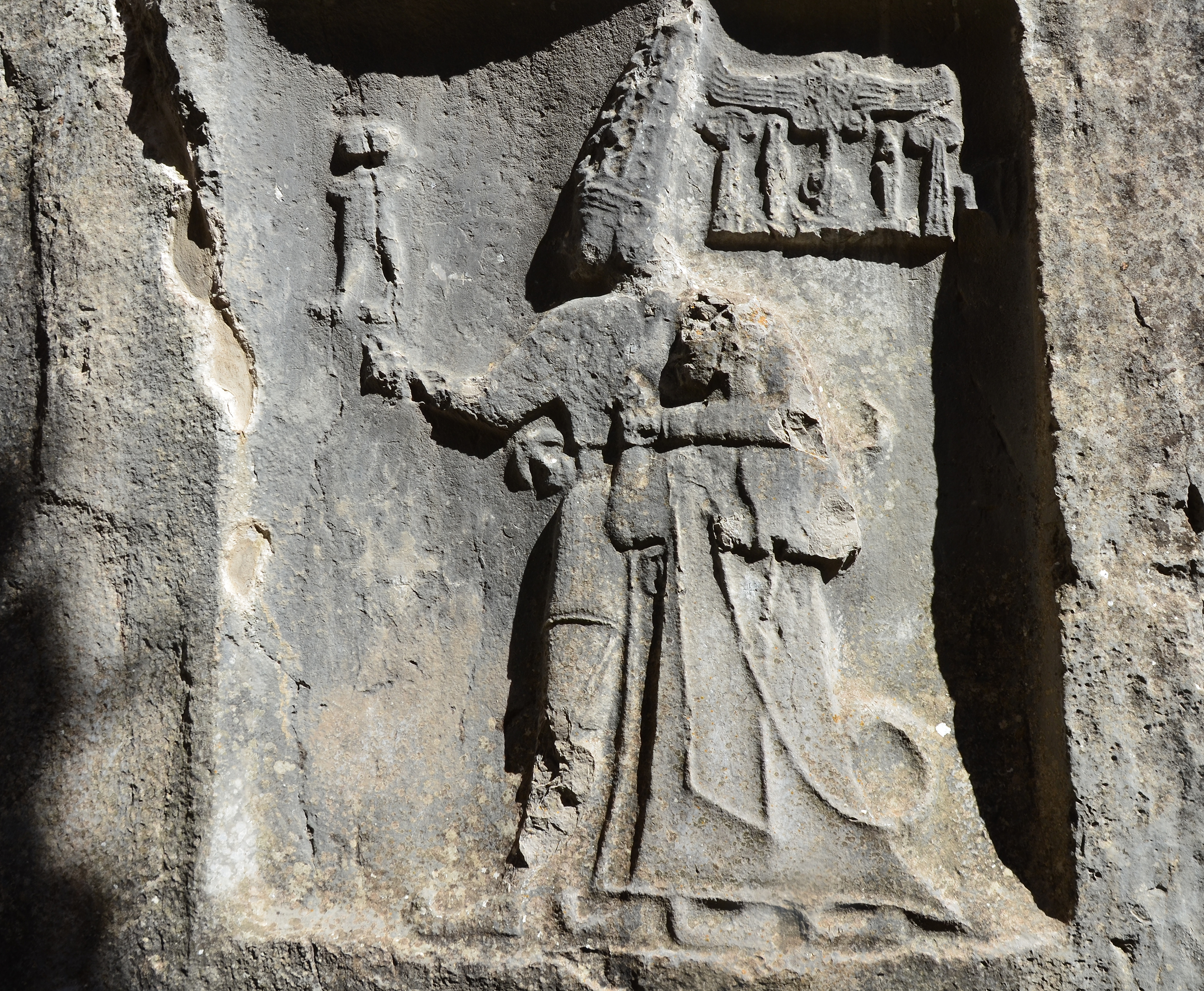
Guden Sharruma och kung Tudhaliya IV. Relief från klipphelgedomen Yazılıkaya.
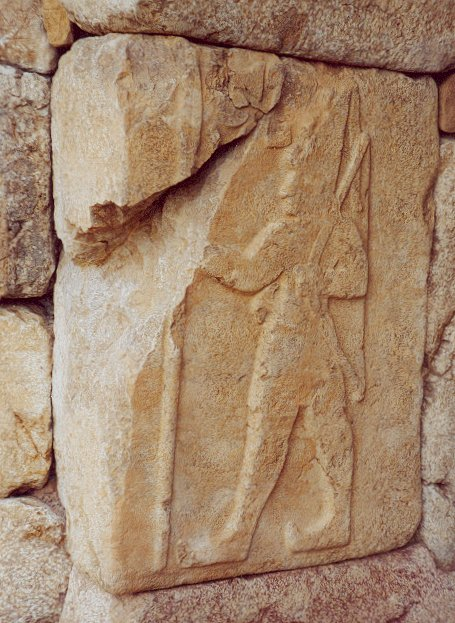
Suppiluliuma II

### Kopplingar till Troja
I hettitiska källor förekommer: 
- makten Ahhiyawa som troligen syftar på det mykenska Grekland
- Wilusa som kan vara identisk med Ilion, det vill säga Troja

### Imperiets fall
Efter 1200 f.Kr. föll det hettitiska riket samman. Samtidigt pågick oroligheter i hela östra medelhavsområdet som markerar övergången från brons- till järnålder. Hattusa förstördes, liksom städer i Nordsyrien, och området övertogs av frygerna och assyrierna.
Man vet inte varför det hettitiska imperiet kollapsade, men det finns ett flertal hypoteser:
- Klimatförändringar i östra Medelhavsområdet.
- Egyptiska källor talar om anfallande sjöfolk i det östra Medelhavsområdet, men hettiternas rike var ett inlandsrike, vilket talar emot sjöfolkshypotesen.
- Centraliserad bronsåldersekonomi, med monopol på varor, slogs ut av en mer decentraliserad maritim järnåldersekonomi.

### Nyhettitiska stater
Småstatskulturen präglade hela perioden från omkring 1100 till omkring 900 f.Kr. Arvet från hettitiska imperiet levde vidare i ett antal så kallade nyhettitiska ( småstater, såsom Tuwana, Tabal, Milid (nuvarande Malatya), Karkemish, och Sam’al (nuvarande Zincirli)

## Folk och språk
Hettitierna övertog befintiga städer från urbefolkningen, hattierna. Luvierna och palaerna invandrade sannolikt till  Mindre Asien under samma period som hettiterna. Hattiernas språk hattitiska var ett forntida icke-indoeuropeiskt språk. Hettitiska, luviska och palaiska var indoeuropeiska språk ur den anatoliska språkgruppen. Hettitiska var det hettitiska rikets officiella språk. Språk är huvudsakligen belagt genom arkiven i huvudstaden Hattusa. Språket hörde hemma i rikets nordöstra delar. Den sydligare luviskan, som också kom att användas för offentliga ändamål.

## Konst och arkitektur
Motiven i konsten är till stor del begränsade till kultiska scener och gudaskildringar. Kungar och drottningar avbildas när de utför prästerliga tjänster. Figurer huggna i relief på sten är typiska för hettitisk monumental konst. Palats- och tempelarkitekturen var storslagen. I Hattusa har man hittat massiva byggnadskomplex runt en central innergård. Ett magnifikt tempelkomplex ristades ut ur klipporna vid Yazilikaya, nära huvudstaden. Där finns de bäst bevarade skulpturverken i den karakteristiska hettitiska stilen.

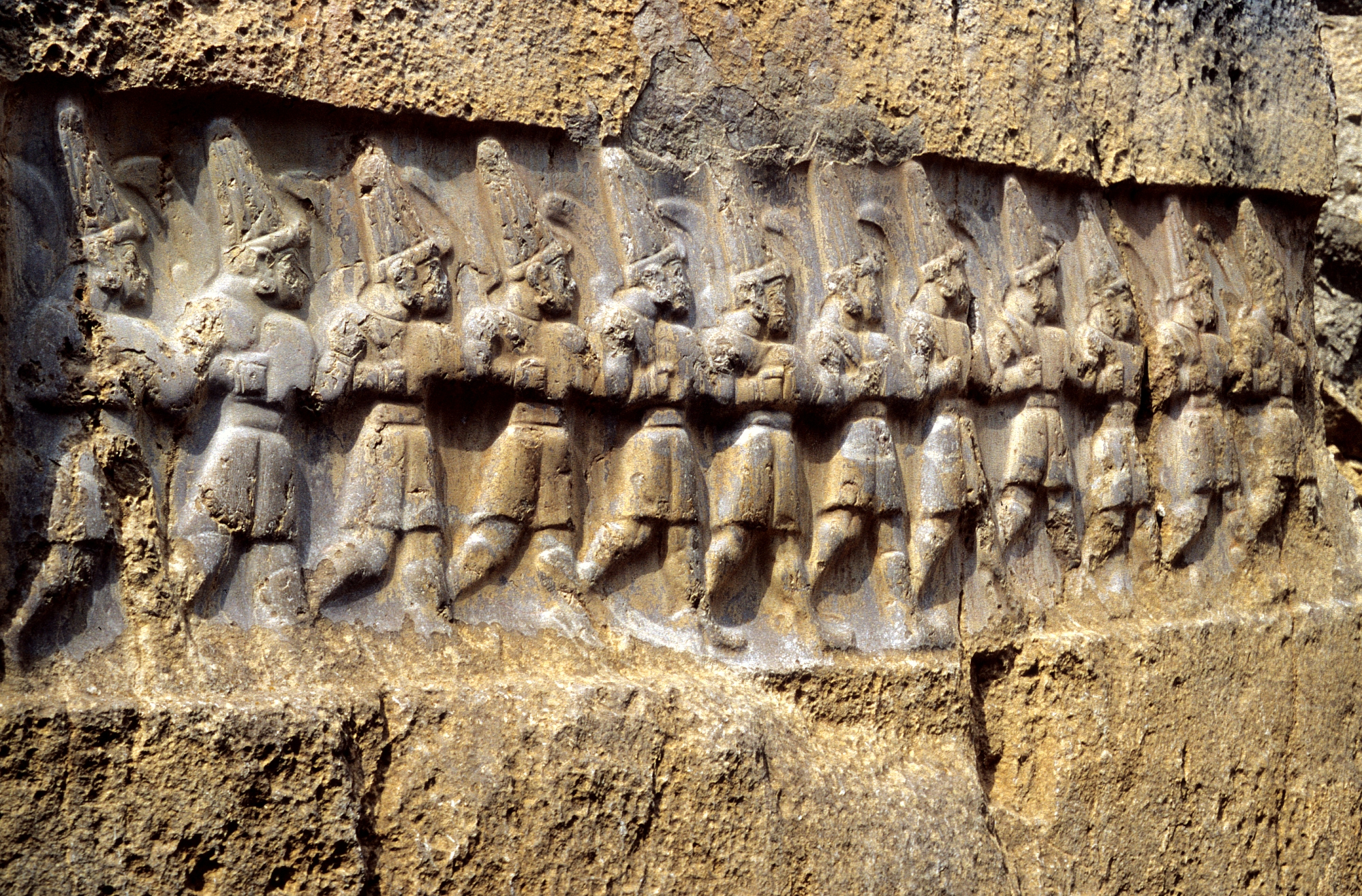
Relief med underjordens tolv gudar, Yazılıkaya